# Secretos de amor
Secretos de amor fue una telenovela argentina emitida durante el año 2010, producida por On TV Llorente y Villarruel y emitida por Telefe. Protagonizada por la primera actriz Soledad Silveyra. Coprotagonizada por Adrián Navarro, Federico Amador, María Abadi, Manuela Pal, Eliana González, Silvina Acosta, Mercedes Scápola y Maxi Ghione. Antagonizada por Juan Gil Navarro, Laura Novoa y el primer actor Arturo Puig. También, contó con las actuaciones especiales de Mimí Ardú, María Carámbula y los primeros actores Raúl Rizzo y Rita Terranova. Y la participación de Agustina Lecouna como actriz invitada.

## Sinopsis
Cuenta la historia de Diana Demare (Soledad Silveyra), una abogada que está a punto de cumplir 30 años de casada con Antonio
Fernández Gaudio (Arturo Puig), un exitoso hombre de negocios.
Diana ha dedicado todos estos años a su familia resignando su profesión.
Antonio ha sido su sostén afectivo y económico. Pero esta situación
cambiará cuando Antonio, víctima de la extorsión por la muerte de una
mujer, decide retirarse de la empresa que preside.
Diana y Antonio tienen dos hijos: Nacho (Juan Gil Navarro) y Paula (Eliana González).
Ignacio, el hijo mayor de la pareja, se entera de que su padre va a alejarse
del negocio y regresa al país. Nacho es un psiquiatra que ejerce su
profesión con una perversión sin límites que lo lleva a hacer experimentos
macabros con sus pacientes en busca de la droga que brinde la "perfecta
felicidad".
Nacho y Antonio están enfrentados ferozmente por un secreto que ambos
comparten y le ocultan a Diana.
A partir de la decisión de Antonio de abandonar la compañía de medicina
prepaga, Diana decide reabrir su estudio de abogada.
Para trabajar en su bufete, contrata a Manuel (Adrián Navarro), un joven
tan brillante como informal y encantador, quien se enamorará de ella y con
quien entablará una relación que conjugará la admiración profesional y la
atracción.
“Secretos de amor” atraviesa, con una mirada singular y novedosa, el amor
sin edad, la noción de felicidad, la distancia entre la ley y la justicia,
la lucha entre la ética y la falta de escrúpulos y la manipulación
emocional.

## Elenco protagónico
- Soledad Silveyra es Diana Demare.
- Juan Gil Navarro es Ignacio "Nacho" Fernández Gaudio.
- Adrián Navarro es Manuel.
- Laura Novoa es Camila Franco.
- Arturo Puig es Antonio Fernández Gaudio (Abandonó).
- Federico Amador es Martín.

## Elenco de reparto
- María Abadi es Luz.
- Agustina Lecouna es Federica.
- Mimí Ardú es Tere.
- Manuela Pal es Antonella.
- Eliana González es Paula Fernández Gaudio.
- Silvina Acosta es Pía.
- Mercedes Scápola es Cora.
- María Carámbula es Fernanda.
- Maxi Ghione es Bonardo.
- Juan Bautista Greppi es Felipe.
- Dana Basso es Miranda.
- Raúl Rizzo es el Dr. Mauricio Eneas
- María Ibarreta es Sebastiana.

## Recepción
La nueva serie de On TV tenía el objetivo de reposicionar al canal tras los bajos números que obtuvieron las producciones anteriores en el horario de la tardes. Marisa Badia, ex programadora de Telefe comunicó que "con unos 12 puntos se conformaba", y el rating fue un promedio de 12.6, iniciando con 11.5 y picos de 14.3 de rating.
Conforme avanzaron los capítulos, el índice de audiencia bajo considerablemente, y sufrió cambios de guion y de horario hasta llegar a un mínimo de 5 puntos de índice de audiencia. Ello provocó que la telenovela sea acortada y tenga un final abrupto, el cual no convenció a Soledad Silveyra, quien protagonizó la telenovela. Silveyra también afirmó que "ni Jack Nicholson podria levantar esta novela".
Debido al final repentino de Secretos de amor, Silveyra se dirigió a los medios, en los cuales expresó:

"No estoy enojada, estoy triste. Otra vez me la tengo que bancar yo. Duele ver que se empezó a trabajar bien, donde podíamos trabajar en equipo, ir planteando con unas autoras divinas. Desgraciadamente, el producto de entrada no funcionó. Yo lo ví y lo dije y mucho no se me escuchó".
Susana Silveyra

Esto derivo en la molestia del productor Claudio Villarruel, que decidió responder lo siguiente:

"Lo que tenga que decir se lo voy a decir a ella. Me dio un poquito de vergüencita ajena. Me molestó que mienta. Pueden preguntarle a los 80 miembros del equipo técnico cuál es la verdad".
Claudio Villarruel

## Temas de Apertura
- Amor sin Edad - Paloma San Basilio (Cap. 1-34)
- Definitivamente Así - Sergio Dalma (Cap. 35-68)